# Mickaël Tirpan
Mickaël Tirpan, né le 23 octobre 1993 à Anderlecht (Bruxelles) en Belgique, est un footballeur belgo-turc qui joue au poste de milieu de terrain au Willem II Tilburg.

## Biographie
Le 21 janvier 2020, Tirpan signe au club turc du Kasımpaşa SK.